# Juncus caespiticius
Juncus caespiticius là một loài thực vật có hoa trong họ Juncaceae. Loài này được E.Mey. mô tả khoa học đầu tiên năm 1846.